# Papuastorfotshöna
Papuastorfotshöna (Megapodius decollatus) är en fågel i familjen storfotshöns inom ordningen hönsfåglar.

## Utbredning och systematik
Fågeln förekommer på norra Nya Guinea och närliggande öar. Den behandlas som monotypisk, det vill säga att den inte delas in i några underarter.

## Status
IUCN kategoriserar arten som livskraftig.

## Taxonomi och namn
Arten beskrevs först taxonomiskt under namnet Megapodius affinis av Adolf Bernhard Meyer 1874 utifrån två specimen insamlade på sydvästra stranden av Cenderawasihbukten. Dessa båda skinnlagda specimen förvarades i samlingarna på Museum für Tierkunde i Dresden men det ena förstördes under Andra världskriget. Vid en ny undersökning visade det sig att det återstående specimen var en orangefotad storfotshöna (M. reinwardt). På grund av detta används idag istället det vetenskapliga namnet Megapodius decollatus vilket var namnet som Émile Oustalet gav taxonet när han beskrev det 1878.